# Casa al carrer de Pi i Margall, 46 (Palafrugell)
La Casa al carrer Pi i Margall, 46 és una obra de Palafrugell (Baix Empordà) protegida com a Bé Cultural d'Interès Local.

## Descripció
Casa unifamiliar entre mitgeres, de planta baixa i tres crugies. Façana molt simple, neoclàssica, amb les obertures a cada planta amb emmarcament motllurat.
El remat de la façana és una cornisa i barana d'obra opaca, de contorn sinuós, amb dues grans àguiles de terracuita decoratives, una a cada extrem, segurament fruit de reformes posteriors.
L'interior manté la distribució a cada costat dels passadissos.